# 伊犁绢蒿
伊犁绢蒿（学名：Seriphidium transiliense）是菊科绢蒿属的植物。分布在俄罗斯以及中国大陆的新疆等地，生长于海拔500米至2,200米的地区，一般生长在草原、河岸边、黄土质的坡地、中、山谷、砾质、低海拔小丘下部或路旁等，目前尚未由人工引种栽培。

## 异名
- Artemisia transiliensis Poljak.